# Margaret Bondfield
Margaret Grace Bondfield CH PC (17 de marzo de 1873-16 de junio de 1953) fue una política  laborista británica, sindicalista y activista de los derechos de la mujer. Se convirtió en la primera mujer ministra del gabinete, y la primera mujer en ser consejera privada en el Reino Unido, cuando fue nombrada ministra de Trabajo en el gobierno laborista de 1929-31. Anteriormente se había convertido en la primera mujer en presidir el Consejo General del Congreso de Sindicatos (TUC).
Bondfield nació en circunstancias humildes y recibió una educación formal limitada. Después de servir como aprendiz de bordadora, trabajó como asistente de tienda en Brighton y Londres. Se sorprendió por las condiciones de trabajo del personal de la tienda, particularmente dentro del sistema de «vivir en», y se convirtió en miembro activo del sindicato de trabajadores de la tienda. Comenzó a moverse en círculos socialistas, y en 1898 fue nombrada secretaria adjunta de la National Amalgamated Union of Shop Assistants, Warehousemen and Clerks (NAUSAWC). Más tarde, se destacó en varios movimientos socialistas de mujeres: ayudó a fundar la Liga de Mujeres Laboristas (WLL) en 1906 y fue presidenta de la Sociedad del Sufragio de Adultos. Su punto de vista sobre el sufragio femenino -favoreció la ampliación del voto a todos los adultos independientemente del género o la propiedad, en lugar del limitado programa «en los mismos términos que los hombres» que seguían los militantes sufragistas- la dividió de la dirección militante. Después de dejar su puesto en el sindicato en 1908, Bondfield trabajó como secretaria de organización para el WLL y más tarde como oficial de mujeres para la Unión Nacional de Trabajadores Generales y Municipales (NUGMW). Fue elegida para el Consejo del TUC en 1918, y se convirtió en su presidenta en 1923, año en que fue elegida por primera vez para el parlamento. En el breve gobierno laborista minoritario de 1924 tuvo el cargo de secretaria parlamentaria en el Ministerio de Trabajo. Su mandato en el gabinete en 1929-31 estuvo marcado por las crisis económicas que asolaron al segundo gobierno laborista. Su disposición a contemplar recortes en los subsidios de desempleo la alejó de gran parte del movimiento laborista, aunque no siguió a Ramsay MacDonald en el Gobierno Nacional que asumió el cargo cuando el gobierno laborista cayó en agosto de 1931. Bondfield permaneció activa en los asuntos de la NUGMW hasta 1938, y durante la Segunda Guerra Mundial realizó investigaciones para el Grupo de Mujeres sobre Bienestar Público.
A pesar de sus años de servicio al partido y al sindicato, y de sus éxitos en la superación de las fronteras de género, no ha sido muy honrada dentro del movimiento laborista. Según una posterior ministra del gabinete, Barbara Castle, las acciones de Bondfield en el cargo la acercaron a la traición del movimiento.

## Infancia y familia

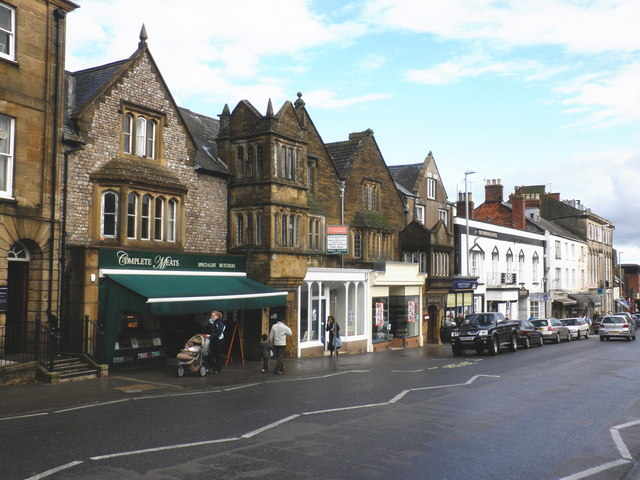
Una fotografía de 2009, de la calle principal en Chard, Somerset, la ciudad natal de Bondfield.

Margaret Bondfield, conocida en la vida privada como «Maggie», nació el 17 de marzo de 1873 en la ciudad de Chard, en Somerset. Fue la décima de once hijos, y la tercera de cuatro hijas nacidas de William Bondfield y su esposa Ann, de soltera Taylor, hija de un ministro de la Iglesia congregacional. William Bondfield trabajó como encajero, y tenía un historial de activismo político. De joven había sido secretario de la Unión Política de Chard, un centro de radicalismo local que las autoridades habían suprimido en ocasiones por la fuerza militar. También había sido activo en la Liga contra la ley de cereales de la década de 1840. Completamente autodidacta, estaba fascinado por la ciencia y la ingeniería, y fue el codiseñador de una máquina voladora, un prototipo de la aeronave moderna, que se exhibió en la Gran Exposición de 1851.
Cuando Margaret era todavía una niña, William perdió su trabajo y no pudo encontrar un trabajo regular. La familia sufrió penurias, con la amenaza del asilo de pobres con un miedo constante. Sin embargo, William y Ann hicieron lo mejor para asegurar que sus hijos fueran educados y preparados para la vida. Margaret era una niña inteligente, cuyas habilidades para recitar poesía o tocar piezas de piano se mostraban a menudo en los eventos del pueblo y en las salidas de la escuela dominical. Hasta los 13 años asistió a la escuela primaria local; luego trabajó durante un año como alumna-profesora —le pagaban tres chelines a la semana— en el departamento de niños de la escuela. Como las oportunidades de empleo local eran escasas, dejó Chard en 1887, a la edad de 14 años, para comenzar un aprendizaje en una tienda de telas en Hove, cerca de Brighton.

## Primeros años profesionales

### Empleada de tienda

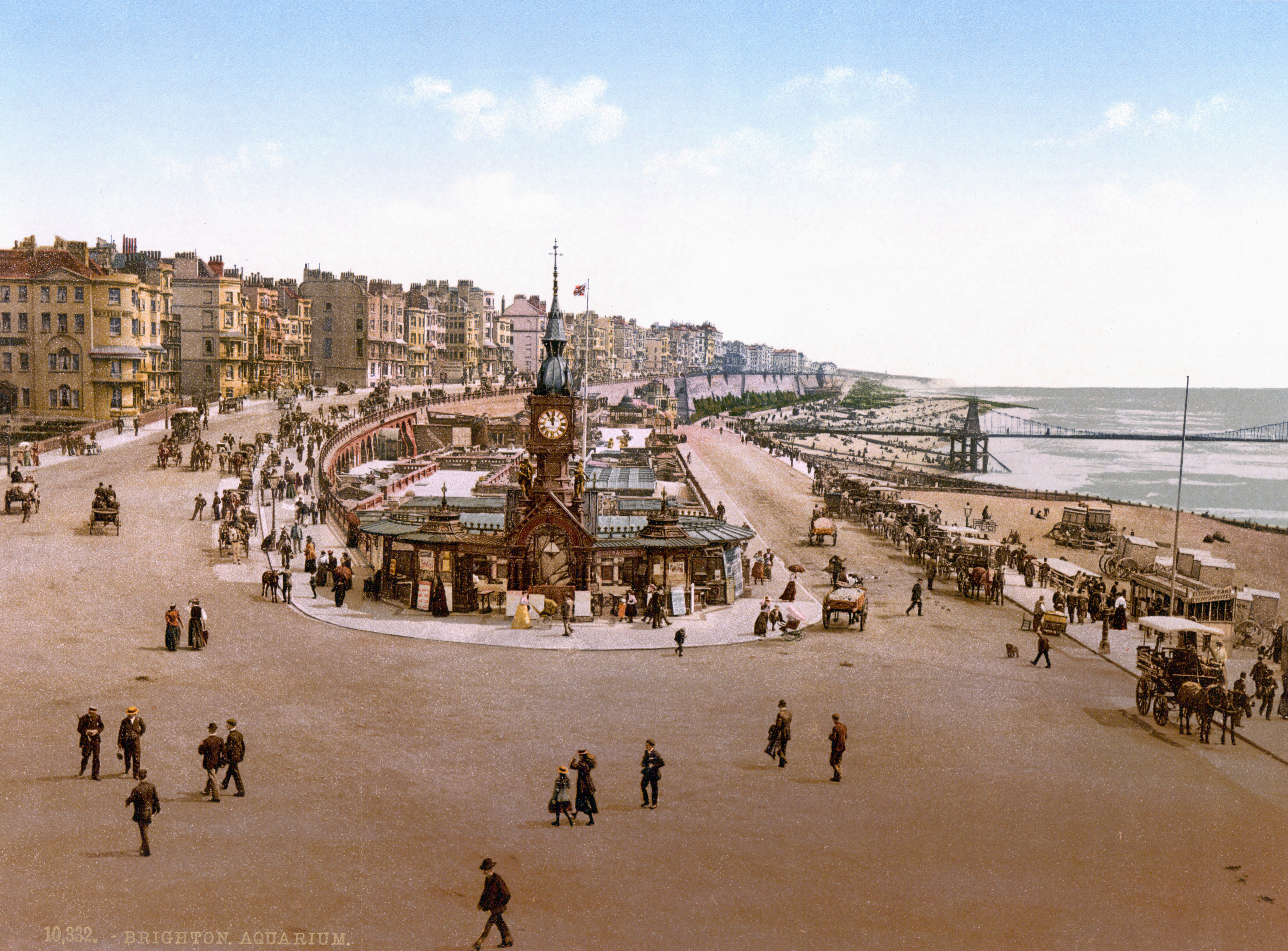
Brighton alrededor del año 1890.

Bondfield trabajó en un negocio de cortinas y bordados en Church Road, Hove,  donde los jóvenes aprendices eran tratados como miembros de la familia. Las relaciones entre los clientes y los asistentes eran cordiales, y los recuerdos posteriores de Bondfield de este período eran uniformemente felices. Una vez completado su aprendizaje, trabajó como dependienta en una sucesión de tiendas de cortinas de Brighton, donde rápidamente se encontró con las realidades de la vida del personal de las tiendas: empleadores poco comprensivos, horarios muy largos, condiciones de vida espantosas y sin privacidad. Bondfield informó sobre sus experiencias de este periodo de vida: «El hacinamiento, las condiciones insalubres, la mala e insuficiente alimentación eran las principales características de este sistema, con un trasfondo de peligro... En algunas casas, los vicios naturales y no naturales encontraron un caldo de cultivo». Encontró un poco de alivio en este ambiente cuando se hizo amiga de una cliente rica, Louisa Martindale, y su hija Hilda. Los Martindale, liberales con conciencia social y defensores de los derechos de la mujer, encontraron en Bondfield una persona dispuesta a aprender, y le prestaron sus libros que comenzaron su interés de toda la vida en cuestiones laborales y sociales. Bondfield describió a Martindale como «una influencia muy viva en mi vida... me puso en el camino del conocimiento que ha sido de ayuda para muchos de mis compañeros de las tiendas».

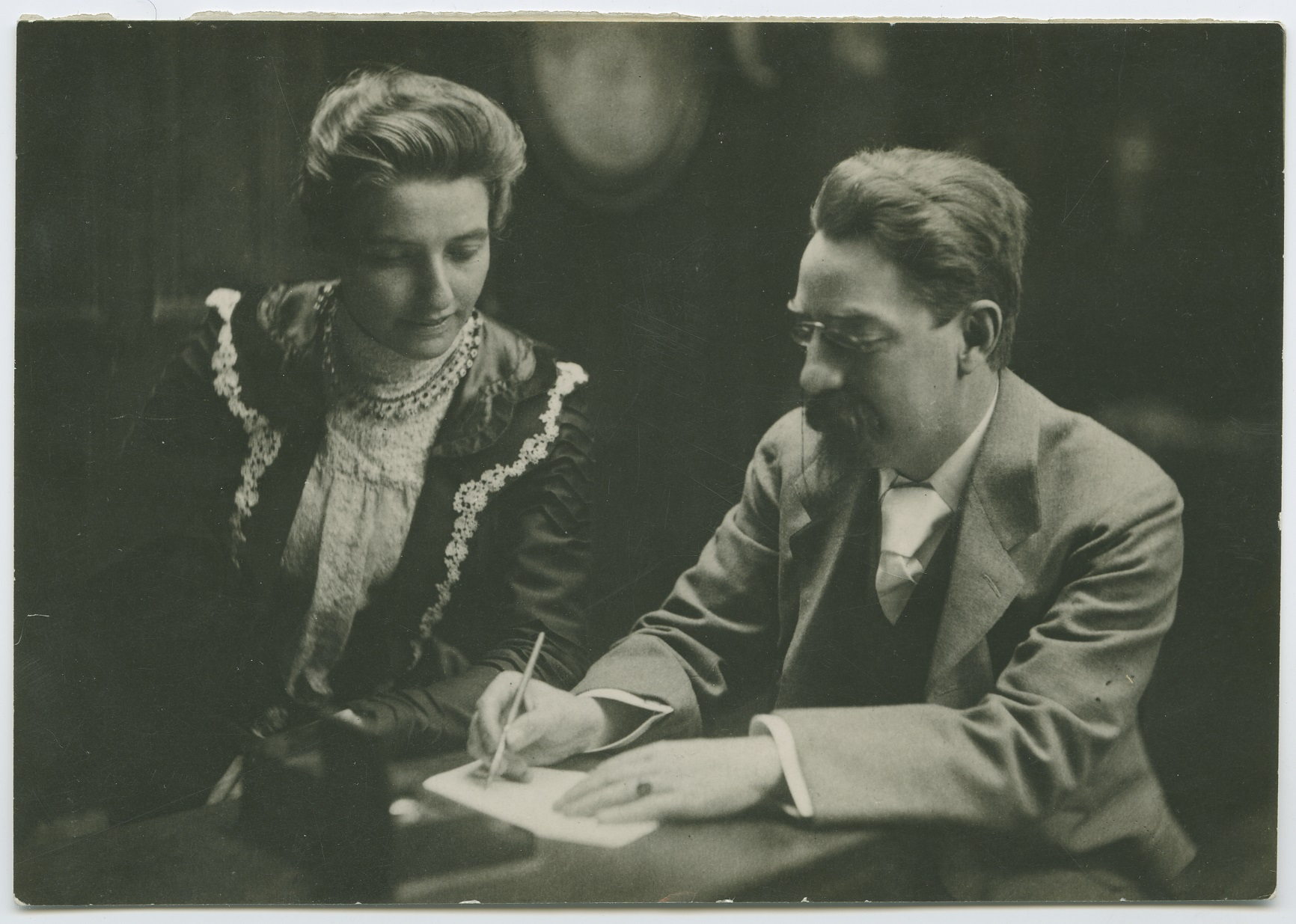
Beatrice y Sidney Webb, c. 1895; estaban entre los primeros conocidos socialistas de Bondfield.

El hermano de Bondfield, Frank, se había establecido en Londres unos años antes como impresor y sindicalista, y en 1894, habiendo ahorrado 5 libras, decidió unirse a él. Encontró que las condiciones de trabajo en las tiendas de Londres no eran mejores que las de Brighton, pero a través de Frank sus círculos sociales y políticos se ampliaron. Se convirtió en miembro activo de la National Amalgamated Union of Shop Assistants, Warehousemen, and Clerks (NUSAWC), a veces faltaba a la iglesia los domingos para asistir a las reuniones del sindicato. Su educación política y literaria se centró en el Club Ideal, donde conoció a Bernard Shaw, y Sidney Webb y Beatrice Webb. Bajo la influencia de estas luminarias socialistas, se unió a la Sociedad Fabiana y más tarde al Partido Laborista Independiente (ILP).
Como dependienta de tienda, se esperaba que Bondfield trabajara entre 80 y 100 horas a la semana durante 51 semanas al año, y podría ser enviada en la noche para comprobar que las tiendas rivales habían cerrado antes de que su amo lo hiciera. Comenzó a registrar sus experiencias, en una serie de artículos e historias que escribió bajo el seudónimo de «Grace Dare», para la revista mensual de los trabajadores de la tienda The Shop Assistant. Escribió subrepticiamente, por la noche: «Encendía mi [vela] de medio penique, ocultando su brillo con una toalla y me ponía a trabajar en mi artículo mensual». En 1896 fue reclutada por el Women's Industrial Council (WIC), como agente encubierto, trabajando en varias tiendas mientras tomaba notas en secreto de cada aspecto de la vida de la tienda. Sus relatos sobre la miseria y la explotación se publicaron en artículos bajo el nombre de «Grace Dare», tanto en The Shop Assistant como en el periódico Daily Chronicle y sirvieron de base para un informe de la WIC sobre las condiciones de los trabajadores de los comercios, publicado en 1898.

### Sindicalista

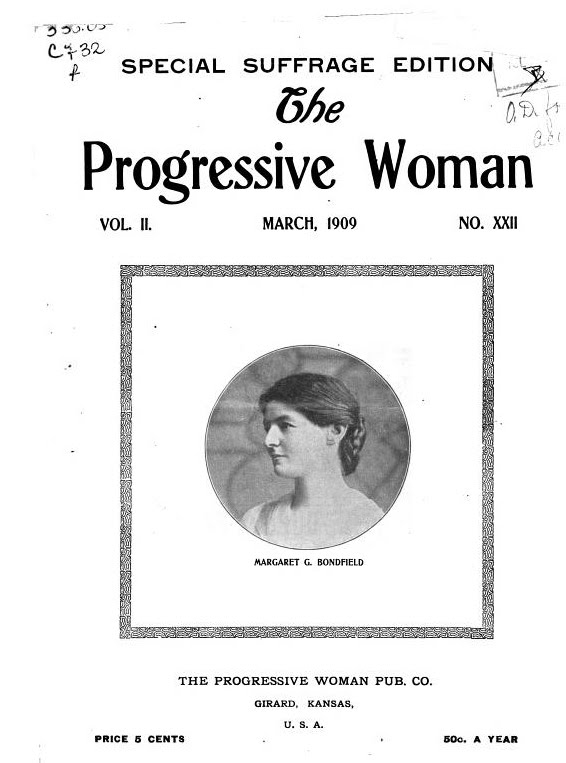
Margaret Bondfield en la portada de la revista The 'Progressive Woman en 1909.

En 1898 Bondfield aceptó el puesto de secretaria adjunta del NUSAWC, que ese año se convirtió en "NAUSAWC" tras amalgamarse con el United Shop Assistants' Union. A partir de ese momento subordinó su vida a su trabajo sindical y a la causa más amplia del socialismo. Ella «no tenía vocación de esposa o de madre, sino un impulso para servir a la Union ... Yo tenía 'el querido amor de los camaradas'». En ese momento los miembros del sindicato, que eran menos de 3.000, representaban una pequeña fracción de los trabajadores de las tiendas, y Bondfield dio prioridad al aumento de esta proporción. Durante meses viajó por el país, distribuyendo folletos y organizando reuniones cuando podía, con resultados mixtos frente a la apatía del personal de las tiendas, y la total oposición de los propietarios. En Reading y Bristol no tuvo éxito, aunque en Gloucester, pensó, «no debería ser difícil organizar a todos los trabajadores de las tiendas». En 1899 Bondfield fue la primera mujer delegada al Congreso Anual de Sindicatos, que se celebró ese año en Plymouth, donde participó en la votación que llevó a la formación en 1900 del Comité de Representación Laboral (LRC), precursor del Partido Laborista. NAUSAWC, que por entonces contaba con unos 7.000 miembros, fue uno de los primeros sindicatos en afiliarse al comité.
En 1902 Bondfield conoció a Mary Macarthur, unos ocho años menor que ella, quien presidía la sucursal Ayr de NAUSAWC. Macarthur, hija de un rico pañero escocés, había mantenido opiniones conservadoras incondicionales hasta que una reunión de trabajo en 1901 para discutir la formación de una rama de NAUSAWC la transformó en una ardiente sindicalista. En 1903 Macarthur se trasladó a Londres donde, con la recomendación de Bondfield, se convirtió en secretaria de la Liga de Sindicatos Femeninos. Las dos se convirtieron en estrechas «camaradas de armas» durante las dos décadas siguientes, en una serie de causas que afectaban a las mujeres. La historiadora Lise Sanders sugiere que las amistades más íntimas de Bondfield tendían a ser con las mujeres más que con los hombres; la biógrafa de Bondfield, Mary Hamilton, describió a Macarthur como el «romance de la vida de Bondfield».
En 1904 se aprobó la Ley de «Horarios de las tiendas», que establecía algunas disposiciones para limitar los horarios de apertura de las tiendas. En 1907 se dieron los primeros pasos para poner fin a la práctica victoriana de «vivir en», que en ese momento todavía afectaba a dos tercios de los 750.000 trabajadores de los comercios de Gran Bretaña. Inicialmente, los privilegios para vivir fuera de la tienda únicamente se daban a los empleados varones; Bondfield hizo una campaña por derechos equivalentes para las mujeres trabajadoras de las tiendas, argumentando que si querían convertirse en «esposas y madres útiles y saludables», necesitaban vivir «vidas racionales». Como parte de su campaña, Bondfield asesoró a la dramaturga Cicely Hamilton, cuyo drama en la tienda Diana of Dobsons apareció ese año. Bondfield describió la escena inicial, ambientada en un triste y confortable dormitorio de mujeres sobre una tienda, como muy parecida a la real.
A partir de 1904, Bondfield se ocupó cada vez más de la emisión del sufragio femenino. En ese año viajó con Dora Montefiore de la Unión Social y Política de las Mujeres (USPM) al Congreso Internacional de Mujeres en Berlín, pero no simpatizó con la principal política de la USPM, que consistía en asegurar el voto de las mujeres sobre la misma base altamente restringida que se daba entonces a los hombres. Esto implicaba una calificación de propiedad, y por lo tanto excluía en gran medida a la clase obrera. Bondfield no veía ningún beneficio en esta política para las mujeres que representaba, y se alineó con la Sociedad de Sufragio para Adultos (ASS), que hacía campaña a favor del sufragio universal para adultos, hombres y mujeres por igual, independientemente de la propiedad.
|                          |
| Dora Montefiore c. 1904. |

|                             |
| Margaret Bondfield c. 1904. |

|                                                                                |
| Portada de la carpeta del Congreso Internacional de Mujeres en Berlín. (1904). |

En 1906 se convirtió en presidenta de la sociedad y apoyó el proyecto de ley de Franquicia y Eliminación de las Discapacidades de la Mujer, presentado al parlamento por Charles Dilke, que proponía el pleno sufragio para adultos, y el derecho de las mujeres a convertirse en miembros del parlamento. El proyecto de ley fue discutido en la Cámara de los Comunes, pero el apoyo de Bondfield antagonizó a muchos militantes de la WSPU, que consideraron el proyecto de ley como una distracción de sus objetivos más limitados. En 1907, en el curso de un debate público con Teresa Billington-Greig de la Liga de la Libertad de las Mujeres —un grupo disidente de la Unión Sindical Mundial—, Bondfield argumentó que el único camino a seguir era un proyecto de ley que otorgara derechos a todos los hombres y a todas las mujeres sin condiciones, y deseó buena suerte a quienes luchaban por un proyecto de ley de sufragio «en los mismos términos que los hombres», pero «no dejen que vengan a decirme que están trabajando para mi clase». La tensión de sus deberes y la constante campaña comenzaron a minar su salud, y en 1908 renunció a su puesto en el sindicato después de diez años de servicio, durante los cuales los miembros del NAUSAWC habían aumentado a más de 20.000. Su partida, dijo, fue «tanto una pena como una liberación». Después de la aprobación de la Ley de Representación del Pueblo de 2018, que otorgó el voto a algunas mujeres, la respuesta de Blondfield a «¿Son necesarias las mujeres parlamentarias?» fue:

Nunca alcanzaremos un estado satisfactorio hasta que tengamos el reconocimiento del ciudadano, independientemente de su sexo.

## Liga Laboral de la Mujer
Después de dejar el NAUSAWC, Bondfield transfirió el foco principal de sus energías a la Liga Laboral Femenina (WLL), a la que había ayudado a fundar en 1906. Los principales objetivos de la Liga eran «trabajar por una representación laboral independiente en relación con el Partido Laborista y obtener una representación laboral directa de las mujeres en el Parlamento y en todos los órganos locales». La presidenta de la Liga era Margaret MacDonald, esposa del futuro líder del Partido Laborista Ramsay MacDonald; Bondfield conocía a los MacDonald desde la década de 1890, a través de su trabajo conjunto para la WIC.
Con un proyecto de ley de reforma del sufragio gubernamental pendiente en el parlamento, la WLL presentó una moción en la conferencia del Partido Laborista de 1909 en la que se comprometía a oponerse a cualquier proyecto de ley de extensión del sufragio que no incluyera específicamente a las mujeres. Sin embargo, si bien el partido simpatizaba en gran medida con el principio del sufragio femenino, no estaba dispuesto a arriesgarse a perder las limitadas reformas del sufragio masculino prometidas por el proyecto de ley del gobierno. Cuando Bondfield presentó la moción de la WLL en la conferencia laborista, fue persuadida por Arthur Henderson para que la suavizara. Muchos sufragistas reaccionaron airadamente; la WSPU acusó a la WLL, y a Bondfield en particular, de traición. Fran Abrams, en un ensayo biográfico, escribe que aunque Bondfield «estaba preparada para argumentar en voz alta y con ganas de un sufragio adulto, ... no estaba preparada para dañar su relación con el Partido Laborista por ello».
Desde la aprobación de la Ley de Calificación de la Mujer en 1907, las mujeres han sido elegibles para votar y presentarse como candidatas en las elecciones municipales. Varios miembros de la Liga se presentaron a las elecciones del Consejo del Condado de Londres en 1910; Bondfield se presentó en Woolwich, sin éxito —se presentó para el mismo puesto en 1913, con un resultado similar—. La Liga estuvo activa en todo tipo de elecciones, apoyando y solicitando candidatos de ambos sexos que defendieran los derechos de la mujer. A través de estas actividades Bondfield experimentó la vida de las familias más pobres, escribiendo: «¡Oh! las vidas solitarias de estas mujeres, escondidas al fondo de una red de pequeñas y malas calles!».
Además de sus deberes de WLL, Bondfield mantuvo una serie de otros compromisos. Pasó parte de 1910 en los Estados Unidos, dando conferencias sobre cuestiones de sufragio con Maud Ward de la Federación del Sufragio Popular (PSF), y estudiando los problemas laborales. En su casa, trabajó con el Gremio de Cooperativas de Mujeres (WCG) sobre maternidad y bienestar infantil, y fue cooptada al Comité Parlamentario Permanente que lideró la introducción de los beneficios estatales de maternidad y otra asistencia a las madres. Su investigación en nombre del WIC sobre las condiciones de trabajo en las industrias textiles la llevó a unirse a la mayoría de los líderes laboristas en una campaña de «Guerra contra la Pobreza». En 1910 Bondfield aceptó la presidencia de la sección británica del Consejo Internacional de Mujeres de Organizaciones Socialistas y Laboristas.
Entre 1908 y 1910 el WLL y el WIC cooperaron en una investigación nacional sobre las condiciones de trabajo de las mujeres casadas. Bondfield llevó a cabo el trabajo de campo en Yorkshire. La relación entre los dos cuerpos era a veces díscola, y cuando el informe iba a ser publicado, había desacuerdos sobre cómo debía ser manejado. Como resultado de estos y otros enfrentamientos, Bondfield, MacDonald y las otras mujeres de la Liga renunciaron al Consejo. En 1911 Bondfield asumió el papel de «Secretario de Organización» de la WLL, y pasó gran parte del año viajando: formó una sucursal de la WLL en Ogmore Vale, Glamorgan, reformó la sucursal de Manchester, y encontró tiempo para asesorar a las lavanderas involucradas en una disputa en el sur de Gales. La repentina muerte de Mary MacDonald en septiembre de 1911 aumentó considerablemente la carga de trabajo de Bondfield; la tensión, junto con animosidades internas en el WLL, la llevó a renunciar a su puesto en enero de 1912. La Liga hizo grandes esfuerzos para retenerla, y en septiembre su comité aceptó de mala gana su partida. Un intento de volver a contratarla en 1913 no tuvo éxito, Marion Phillips fue designada para sucederla.

## Campañas y guerra
Desde 1912 Bondfield fue miembro del Subcomité de Ciudadanía del WCG, donde trabajó con Margaret Llewelyn Davies investigando las tasas del salario mínimo, la mortalidad infantil y el bienestar de los niños. También colaboró en el programa de educación y formación del Gremio, dando una conferencia sobre «El gobierno local en relación con la maternidad». La liberación de sus responsabilidades en el WLL le dio más tiempo para el trabajo político, y en 1913 se unió al Consejo de Administración Nacional del ILP. Ella habló en el mitin masivo contra la guerra del ILP en Trafalgar Square el 2 de agosto de 1914, organizado por George Lansbury; otros oradores fueron Keir Hardie,  Henderson, y el líder de los estibadores Ben Tillett. Al estallar la guerra unos días después, Bondfield se unió a la Unión de Control Democrático que, aunque no era pacifista, se oponía al uso de la guerra como instrumento de la política nacional. En marzo de 1915 asistió a una conferencia en Berna, Suiza, organizada por la Internacional de Mujeres de Organizaciones Socialistas y Laborales, que pedía una paz negociada. Más tarde, durante la guerra, el gobierno, preocupado por la asociación de Bondfield con las organizaciones de paz, le impidió viajar a reuniones similares en Suecia y Estados Unidos.
Bondfield había ayudado a Mary Macarthur a fundar la Federación Nacional de Mujeres Trabajadoras (NFWW) en 1906. Esta organización se dedicaba a la sindicalización de mujeres, y en 1914 contaba con más de 20.000 miembros. En 1915 Bondfield se convirtió en la secretaria de organización de la NFWW. Junto con Macarthur, Phillips y Susan Lawrence, estableció el Comité Central para el Empleo Femenino, que organizaba trabajos de ayuda para las mujeres desempleadas. Las investigaciones de Bondfield sobre la remuneración de los trabajadores revelaron diferencias considerables entre las tasas pagadas a los hombres y a las mujeres, incluso para un trabajo idéntico. A través de la NFWW hizo campaña por un salario mínimo inicial de una libra a la semana para las mujeres, cualquiera que fuera sea la naturaleza del trabajo, y por un salario igual al de los hombres por un trabajo igual.
Como la militancia sufragista había desaparecido en gran medida tras el estallido de la Primera Guerra Mundial, en octubre de 1916 se convocó una Conferencia de Oradores, para considerar la cuestión de la franquicia de las mujeres y hacer propuestas para la legislación de la posguerra. Aunque Bondfield, Lansbury y otros defensores de la preguerra presionaron por el sufragio universal de los adultos, la conferencia recomendó únicamente una extensión limitada de la franquicia. La posterior Representation of the People Act 1918, otorgó el voto a las mujeres mayores de 30 años que fueran propietarias o esposas de propietarios, o que fueran graduadas universitarias. Bondfield describió la Ley, que excluía a casi todas las mujeres de la clase trabajadora, como «mezquina e inadecuada... creando nuevas anomalías».

## Prominencia nacional
Al final de la guerra, en noviembre de 1918, Bondfield fue elegida para el Consejo General del TUC, la primera mujer en ser reconocida de esta manera. En los meses siguientes viajó como delegada del TUC a conferencias internacionales, en Berna y más tarde en Washington D. C., donde expresó la opinión de que los términos de paz impuestos a Alemania eran injustos. En abril de 1920 fue miembro de una misión conjunta del TUC y el Partido Laborista en la Unión Soviética. Unos meses antes, George Lansbury había visitado el incipiente estado soviético y se había quedado muy impresionado tras conocer a Lenin, a quien consideraba «símbolo de un nuevo espíritu», «el padre de su pueblo» y «su defensor de la causa de la libertad social y económica». Bondfield, que también se conoció a Lenin, se mostró más cautelosa. En una conferencia de la NFWW a su regreso dijo que si era ciudadana rusa apoyaría al gobierno bolchevique como «la única forma de administración posible». Más tarde, llegó a ver el comunismo como antidemocrático y dictatorial, y votó en contra de la solicitud del Partido Comunista Británico para afiliarse al Partido Laborista.

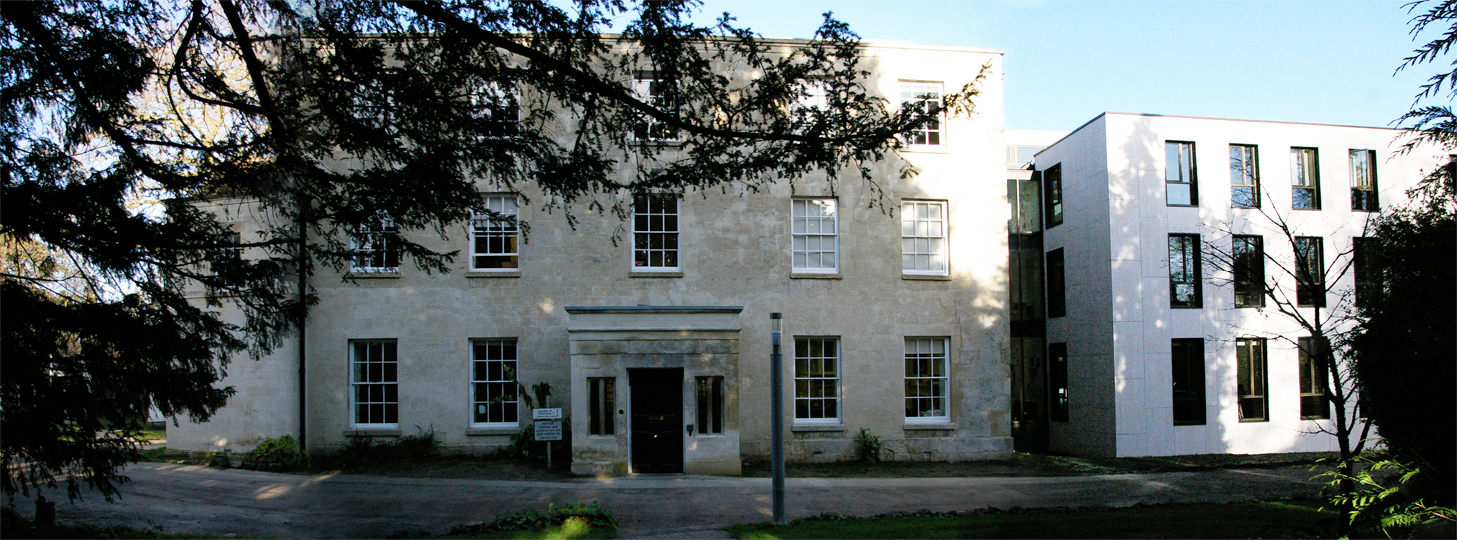
El edificio del Ruskin College de Oxford, con las últimas renovaciones del 2012.

Entre las diversas actividades públicas, Bondfield se incorporó al órgano de gobierno del Ruskin College, la institución con sede en Oxford fundada en 1899 para ofrecer oportunidades de educación superior a los hombres de la clase trabajadora. Se convirtió en juez de paz. Aumentó significativamente el voto de los laboristas, pero perdió por 3.371 votos ante el candidato de la Coalición Liberal. En las elecciones generales de 1922 fue adoptada de nuevo por los laboristas en Northampton y, como lo había hecho en Woolwich en 1913, recurrió a Shaw para que la ayudara en la campaña. Él despreció a los dirigentes laboristas por no haber conseguido un escaño más prometedor;  sin embargo, vino y habló por ella, pero su margen de derrota se amplió a 5.476.
Tras dos años de negociaciones, en 1920 la NFWW votó a favor de la fusión con el Sindicato Nacional de Trabajadores Generales y se convirtió en la Sección de Mujeres de ese sindicato. Bondfield, que apoyó la fusión, creía que siempre que las mujeres pudieran mantener su identidad de grupo separada, era mejor que los hombres y mujeres trabajaran juntos. La secretaria de la nueva sección debía ser Mary Macarthur, pero murió de cáncer el 1 de enero de 1921, fecha en que la fusión entró en vigor. Bondfield fue nombrada en su lugar, y permaneció en el puesto —con licencia mientras ocupaba un cargo ministerial— hasta 1938. En honor a su amiga, Bondfield ayudó a organizar el Fondo Conmemorativo Mary Macarthur. Añadió otras responsabilidades a su apretada agenda: presidir el National Joint Committee of Working Women's Organisations (SJCIWO), miembro del Comité de Emergencia del Partido Laborista sobre el Desempleo, y presidente de la Conferencia de Mujeres Desempleadas de 1922. En septiembre de 1923 se convirtió en la primera mujer en asumir la presidencia del Consejo General de la TUC.
En noviembre de 1923, el gobierno conservador de Stanley Baldwin cayó. En las elecciones generales del Reino Unido de 1923 Bondfield fue elegida en Northampton con una mayoría de 4.306 sobre su oponente conservador. Fue una de las tres primeras mujeres Susan Lawrence y Dorothy Jewson fueron las otras, en ser elegidas como diputadas laboristas. En un arrebato de celebración local, sus partidarios, a quienes describió como «casi locos de alegría», la hicieron desfilar por la ciudad en un charabanc (tipo de vehículo tirado por caballos). El Partido Laborista había ganado 191 escaños a los 258 de los  Conservadores y a los 158 de los Liberales; sin ningún partido en posesión de la mayoría parlamentaria, la composición del siguiente gobierno estuvo en duda durante varias semanas.

## Parlamento y el cargo

### El primer gobierno laborista

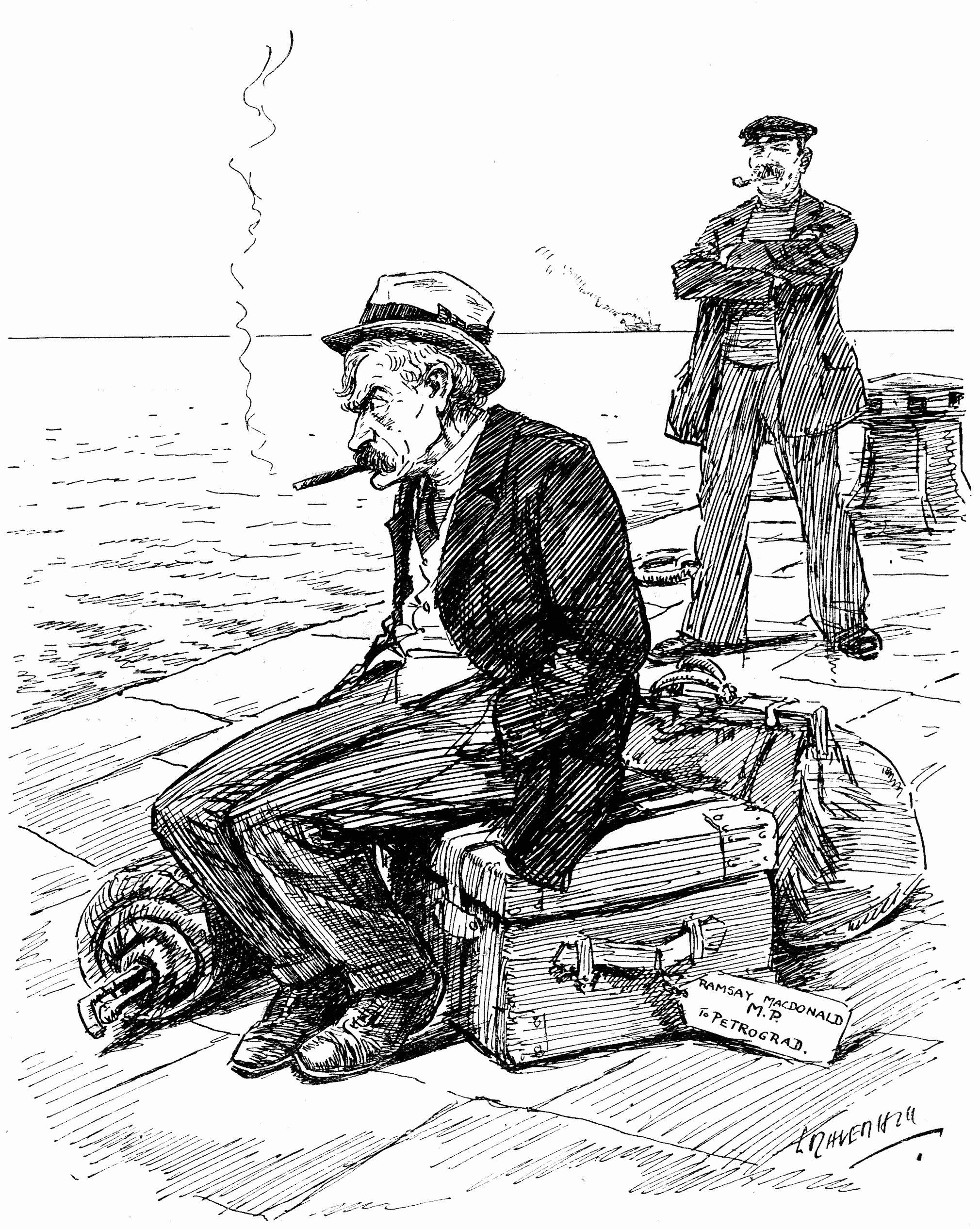
El líder laborista Ramsay MacDonald, representado en una caricatura hostil de «Punch». La etiqueta del equipaje, marcada con «Petrogrado», lo vincula a Rusia y al comunismo.

La decisión del Partido Liberal de no entrar en coalición con los conservadores, y la falta de voluntad de Baldwin para gobernar sin mayoría, llevó al primer gobierno laborista minoritario de Ramsay MacDonald, que asumió el cargo en enero de 1924. Según el biógrafo de Lansbury, Bondfield rechazó la oferta de un puesto en el gabinete; en su lugar, se convirtió en secretaria parlamentaria del ministro de trabajo, Tom Shaw. Este nombramiento significó que tuvo que renunciar a la presidencia del Consejo del TUC; su decisión de hacerlo, inmediatamente después de convertirse en la primera mujer en alcanzar este honor, generó algunas críticas de otros sindicalistas. Bondfield describió más tarde sus primeros meses en el gobierno como «una extraña aventura». Las dificultades de la situación económica habrían creado problemas a los gobiernos más experimentados, y la incipiente administración laborista se vio rápidamente en dificultades. Bondfield pasó gran parte de su tiempo en el extranjero; en otoño viajó al Canadá como jefa de una delegación que examinaba los problemas de los inmigrantes británicos, especialmente en relación con el bienestar de los niños pequeños. Cuando regresó a Gran Bretaña a principios de octubre se encontró con el gobierno en sus últimos momentos. El 8 de octubre MacDonald renunció después de perder un voto de confianza en la Cámara de los Comunes. Las posibilidades de victoria del laborismo en las elecciones generales subsiguientes se vieron fatalmente comprometidas por la controversia en torno a la llamada «carta de Zinoviev», una misiva supuestamente enviada por Grigory Zinoviev, presidente de la Internacional Comunista, que llamaba a los socialistas británicos a prepararse para una revolución violenta. La carta, publicada cuatro días antes de la jornada electoral, generó un «susto rojo» que llevó a un significativo giro de los votantes hacia la derecha, y aseguró una masiva victoria conservadora. Bondfield perdió su puesto en Northampton por 971 votos.

### Oposición
Después de su derrota, Bondfield reanudó su trabajo para la NUGMW y fue reelegida para el Consejo del TUC. En 1926 apoyó la decisión del TUC de celebrar una huelga general, y también la decisión de suspenderla después de nueve días. Tras la dimisión de Patrick Hastings en junio de 1926, Bondfield fue adoptada como candidata laborista en Wallsend en North Tyneside, y ganó las subsiguientes elecciones parciales con una mayoría de más de 9.000. Mientras tanto, había aceptado el nombramiento para el Comité de Blanesburgh, que el gobierno conservador había creado para considerar reformas al sistema de subsidio de desempleo. Su opinión privada, de que el derecho a los beneficios debería estar relacionado con las contribuciones, no fue ampliamente compartida en el Partido Laborista o el TUC. Cuando el comité hizo recomendaciones en este sentido, firmó el informe, que se convirtió en la base de la Ley de Seguro de Desempleo de 1927. La asociación de Bondfield con esta legislación ensombreció permanentemente su relación con el movimiento laborista.
El 29 de marzo de 1928, cuando se presentó al Parlamento un proyecto de ley por el que se concedía el voto en las elecciones parlamentarias a todos los hombres y mujeres mayores de 21 años, calificó la medida de «tremendo avance social» y añadió: «Por fin [las mujeres] se establecen sobre esa base equitativa porque somos seres humanos y parte de la sociedad en su conjunto... de una vez por todas, destruiremos la barrera artificial que se interpone en el camino de toda mujer que quiera educarse en la política y que quiera presentarse y participar plenamente en la vida política de su época». Cuando el proyecto se convirtió en ley, 4 millones de votantes, la mayoría mujeres, se añadieron al registro. En las elecciones generales del Reino Unido de 1929, celebradas el 30 de mayo, Bondfield mantuvo fácilmente su escaño en Wallsend a pesar de la intervención de un candidato que representaba a los trabajadores desempleados. El resultado general de las elecciones dejó a los laboristas como el partido más grande con 287 escaños, pero sin una mayoría general y MacDonald formó su segunda administración de minoría.

## Ministra de Trabajo

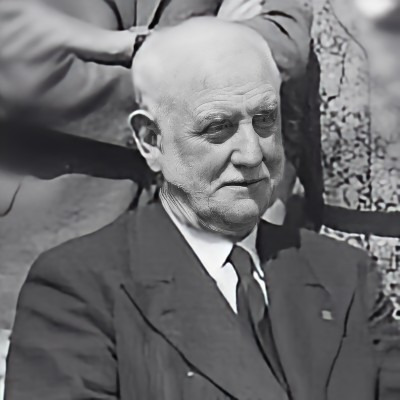
De los ministros del gabinete laborista de 1929-1931 que se opusieron a la formación de un Gobierno Nacional en agosto de 1931, únicamente George Lansbury conservó su puesto en las siguientes elecciones generales.

Cuando Bondfield aceptó el puesto de Ministra de Trabajo en el nuevo gobierno, se convirtió en la primera mujer ministra del gabinete británico, y la primera mujer del Consejo Privado del Reino Unido. Consideró el nombramiento «parte de la gran revolución en la posición de la mujer». Su período en el cargo estuvo dominado por la cuestión del aumento del desempleo y el consiguiente aumento de los costes de las prestaciones, lo que creó una división entre el gobierno, ansioso por demostrar su responsabilidad financiera, y el movimiento laborista, más amplio, cuya prioridad era proteger a los desempleados. Según el historiador Robert Skidelsky:«Los ministros se preocupan por las finanzas del fondo [de desempleo]; los funcionarios se preocupan por las finanzas de los desempleados». Bajo la creciente presión del TUC, Bondfield presentó un proyecto de ley que revirtió las restricciones «Blanesburgh» sobre el subsidio de desempleo introducidas por el gobierno anterior, pero con visible reticencia. Su manejo de este tema es descrito por Marquand como «maladroit», y por Skidelsky como una «monumental falta de tacto».
A medida que aumentaba el costo de los subsidios de desempleo, los intentos de Bondfield de controlar el déficit del fondo provocaron una mayor hostilidad del TUC y ataques políticos de los partidos de la oposición. En febrero de 1931 propuso un plan para recortar los subsidios y restringir los derechos, pero fue rechazado por el gabinete por ser demasiado duro. En su lugar, buscando una solución multipartidista, el gobierno aceptó una propuesta liberal de un comité independiente, eventualmente creado bajo la dirección de George May, para informar sobre cómo se podría reducir el gasto público. Con el colapso en mayo de 1931 del principal banco privado de Austria, el Creditanstalt, y la subsiguiente quiebra de varios otros bancos europeos, la sensación de crisis se profundizó. El 30 de julio, el comité de mayo recomendó recortes en el gasto de 97 millones de libras esterlinas, la mayoría —67 millones de £— procedentes de la reducción de los gastos de desempleo. En las semanas siguientes, los ministros se esforzaron en vano por satisfacer estas demandas. Bondfield estaba dispuesta a recortar el subsidio de desempleo general, siempre que los beneficiarios más necesitados, los de la llamada «prestación de transición», estuvieran protegidos. No se pudo encontrar ninguna fórmula; el 23 de agosto el gabinete estaba irremediablemente dividido, y renunció al día siguiente. Para indignación del TUC y la mayoría del Partido Laborista, MacDonald formó un Gobierno Nacional de emergencia con los partidos Conservador y Liberal, mientras que el grueso del Partido Laborista se puso en la oposición.
Bondfield no se unió al pequeño número de diputados laboristas que optaron por seguir a MacDonald, aunque expresó su «profunda simpatía y admiración» por sus acciones. En las elecciones generales que se celebraron el 27 de octubre de 1931, el Partido Laborista perdió más de tres cuartas partes de sus escaños comunes y se redujo a 52 miembros. Bondfield fue derrotada en Wallsend por 7.606 votos; Abrams observa que dados los ataques que recibió tanto de la derecha como de la izquierda, «habría sido un milagro si hubiera sido reelegida». De los antiguos miembros del gabinete laborista que se oponían al Gobierno Nacional, únicamente George Lansbury conservó su escaño.

## Fin de carrera

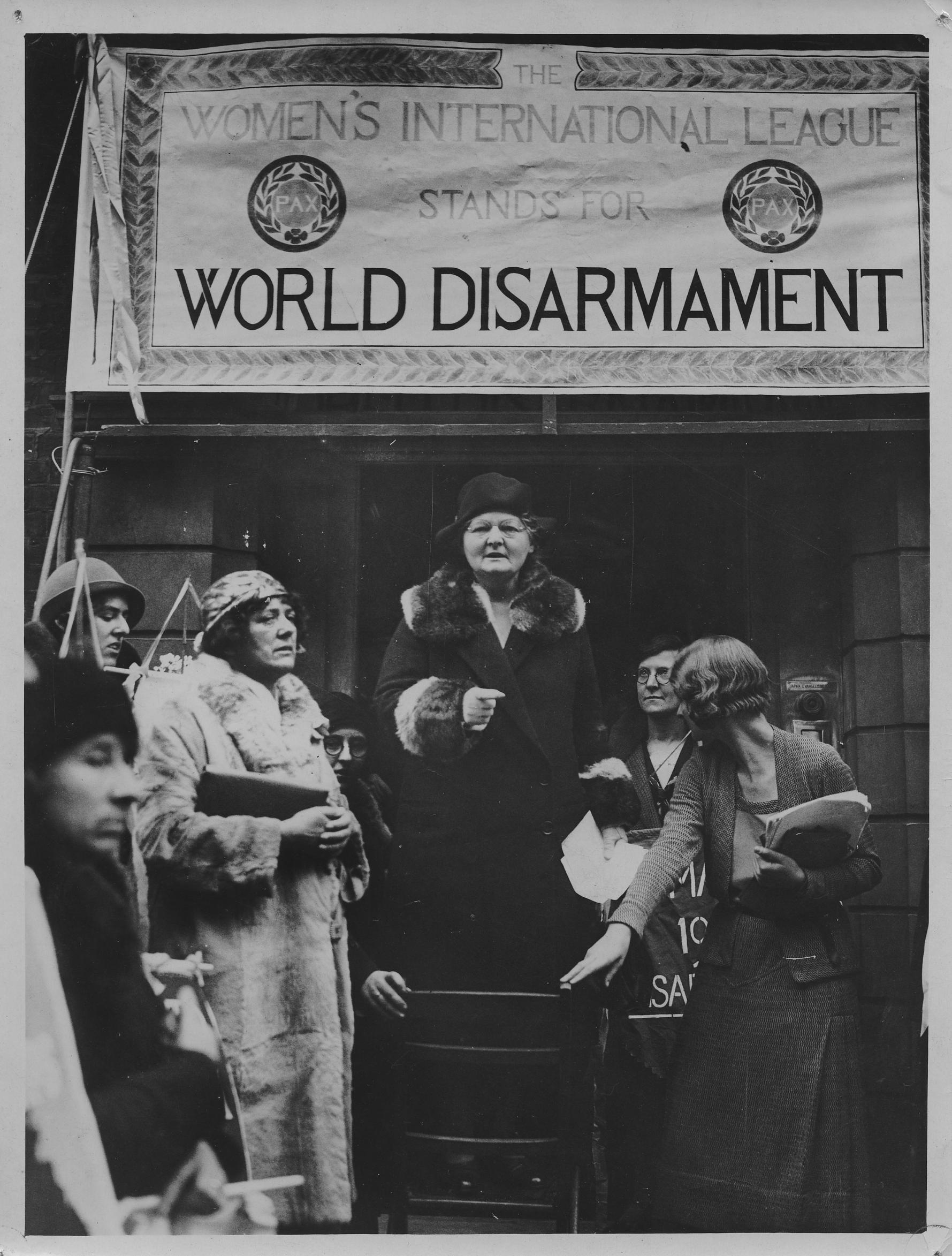
Margaret Bondfield, en esta imagen, está dando un discurso para marcar los formularios de declaración de paz que contienen 2,2 millones de firmas recolectadas por WILPF que se enviaron a la conferencia mundial de desarme en Ginebra en 1932.

Después de su derrota, Bondfield regresó a su puesto en la NUGMW. El TUC, sospechando de su percibida cercanía a MacDonald, se mostró frío con ella y no fue reelegida para el Consejo general. Permaneció como candidata del Laborismo en Wallsend; en las elecciones generales de 1935 fue derrotada de nuevo. Nunca volvió al parlamento; fue adoptada como la futura candidata del Laborismo para Reading, pero cuando se hizo obvio que las elecciones previstas para 1940 se retrasarían indefinidamente por la guerra, renunció a su candidatura.
En 1938, después de retirarse de su puesto en la NUGMW, Bondfield fundó el Grupo de Mujeres sobre Bienestar Público. Estudió las condiciones laborales en los Estados Unidos y México durante 1938, y recorrió los Estados Unidos y Canadá después del estallido de la guerra en 1939, como profesora de los Servicios de Información Británicos. Su actitud hacia la guerra fue diferente de su postura semipacifista de 1914; apoyó activamente al gobierno y, en 1941, publicó un folleto, Why Labour Fights. Su principal actividad en tiempos de guerra fue dirigir una investigación del Comité de Higiene del Grupo de Mujeres sobre Bienestar Público, sobre los problemas que surgieron de la evacuación a gran escala de niños de la ciudad al campo. Las conclusiones del grupo se publicaron en 1943, con el título Our Towns: a Close-up; el informe permitió que muchas personas comprendieran por primera vez el alcance de la pobreza en el centro de las ciudades. Entre las soluciones sugeridas figuraban la educación preescolar, un salario mínimo, subsidios para los niños y un servicio nacional de salud. El informe se reimprimió varias veces, y fue fundamental para desarrollar el apoyo a las reformas sociales introducidas por el gobierno laborista que asumió el poder en 1945.  Entre otras actividades de Bondfield en tiempos de guerra, en 1944 ayudó a lanzar una campaña nacional para el nombramiento de más mujeres policías.

## Últimos años
Aunque no era candidata, Bondfield hizo campaña a favor de los laboristas en las elecciones generales del Reino Unido de 1945, un periodista la encontró instruyendo a una reunión en Bury St Edmunds sobre los beneficios de la nacionalización. Estuvo activa en su Partido Laborista local, y continuó presidiendo el Grupo de Mujeres de Bienestar Público hasta 1948. Su principal tarea en estos años fue su autobiografía, publicada en 1948 con el título A Life's Work. El propósito del libro, escribió, no era celebrar sus propios éxitos, sino que esperaba que sus experiencias «pudieran ser de alguna utilidad para la generación más joven». El libro tuvo una acogida indiferente; en The Observer, Harold Nicolson lo describió como «mal compuesto y mal proporcionado», con demasiado espacio dedicado a reuniones intrascendentes mientras se apuraban los acontecimientos verdaderamente importantes. Sin embargo, pensó que el libro proporcionaba «un buen ejemplo de energía resuelta y al final triunfante». El escritor del Manchester Guardian también criticó la confusa estructura y los detalles no selectivos de la obra, pero encontró «un relato útil, directo y honesto» de los primeros años del laborismo.

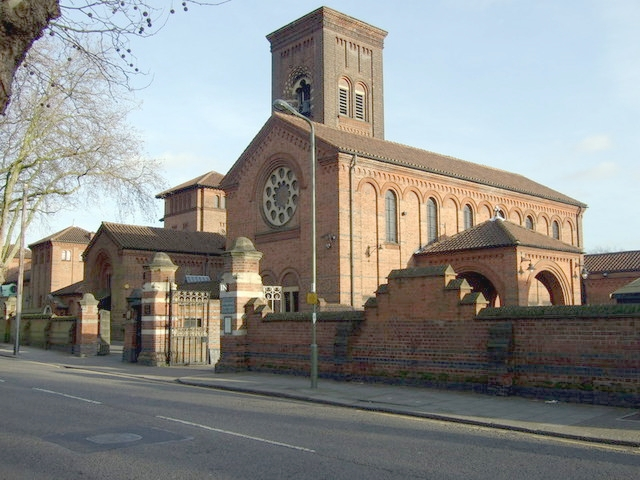
Crematorio de Golders Green.

Además de su autobiografía, Bondfield contribuyó a una colección de ensayos titulada What Life Has Taught Me, en la que 25 figuras públicas reflexionaron sobre lecciones de la vida. Bondfield escribió que sus convicciones religiosas le daban «fuerza para afrontar la derrota con una sonrisa, para afrontar el éxito con un sentido de la responsabilidad; para estar dispuesta a hacer lo mejor posible sin esperanza de recompensa [y] para soportar la tergiversación sin dar paso a la amargura inútil». En marzo de 1948 Bondfield inauguró el Hogar Mary Macarthur en Poulton-le-Fylde, cerca de Blackpool en Lancashire, que ofrecía vacaciones subvencionadas a las trabajadoras con salarios bajos. En 1949 realizó una gira de conferencias de seis meses por los Estados Unidos, su última visita al país; se marchó convencida de que Estados Unidos pronto adoptaría un servicio nacional de salud.
Bondfield, nunca se casó, mantuvo su buena salud e interés en la vida hasta su última enfermedad en 1953. Se mudó a un asilo de ancianos en Sanderstead, Surrey, donde murió a la edad de 80 años el 16 de junio de 1953. Su cremación se efectuó en el Crematorio de Golders Green, la congregación cantó el popular himno To Be a Pilgrim. El Partido Laborista estaba plenamente representado; Clement Attlee, el líder del partido y ex primer ministro, dio el discurso.

## Valoración y legado
En su biografía para el Oxford Dictionary of National Biography, Philip Williamson describe a Bondfield como «físicamente baja y robusta... con ojos brillantes, una manera firme y enérgica y efectiva, a veces inspirada, de hablar en público». Tenía la confianza en sí misma para existir y prosperar en un mundo dominado por los hombres, inspirándose en una infancia que, aunque materialmente empobrecida, su obituario ha descrito como «de gran riqueza espiritual y mental». Heredó una fuerte fe inconformista, que se convirtió en un elemento clave a lo largo de su carrera posterior, y mantuvo sus vínculos con la Iglesia Congregacional durante toda su vida. Después de su muerte, The Times elogió «sus inusuales y amplias simpatías humanas... su naturaleza generosa y su verdadero sentido del humor». Skidelsky, sin embargo, la describe sin compasión como «una persona sin humor y algo mojigata, con largas faldas negras y una voz que emitía una áspera cascada de sonidos». Un relato más reciente y comprensivo de su vida por Tony Judge sitúa su carrera más en el contexto de su defensa de los derechos políticos y laborales de la mujer, y su papel en la crisis de 1931 más como una víctima desafortunada de las maquinaciones de MacDonald.
La carrera de Bondfield estuvo marcada por «primicias», en las esferas de la unión, el parlamento y el gobierno. Su propia visión de estos logros fue modesta: «Alguna mujer estaba destinada a ser la primera». Su nombramiento como Ministra de Trabajo la impulsó a lo que fue, en 1929, el trabajo más duro del gabinete, y al igual que otros ministros, su falta de experiencia en el gobierno la hizo depender en gran medida de sus asesores oficiales. Por temperamento realista, basó su actuación en el gobierno en hechos económicos y no en intereses partidistas o seccionales, por lo que se vio «atrapada entre las afirmaciones de la oposición de que era blanda con los desempleados y la burla de sus propios partidarios de que había abandonado a los trabajadores». Su postura y su actitud aparentemente equívoca hacia la apostasía de MacDonald redujo su posición en su propio partido durante décadas, de modo que cuando Barbara Castle fue nombrada Ministra de Trabajo por Harold Wilson en 1968, insistió en que el nombre del ministerio se cambiara por el de «Departamento de Empleo», por temor a que se asociara con el mandato de Bondfield. Castle se negó a contribuir con un prefacio a un folleto de la Sociedad Fabiana que celebraba la vida de Bondfield, porque consideraba que las acciones de su predecesor estaban cerca de la traición política. En 2001, un discurso de Tony Blair para celebrar los 100 años del Partido Laborista en el parlamento rindió homenaje a muchos héroes de los primeros años del movimiento; el nombre de Bondfield no se mencionó.

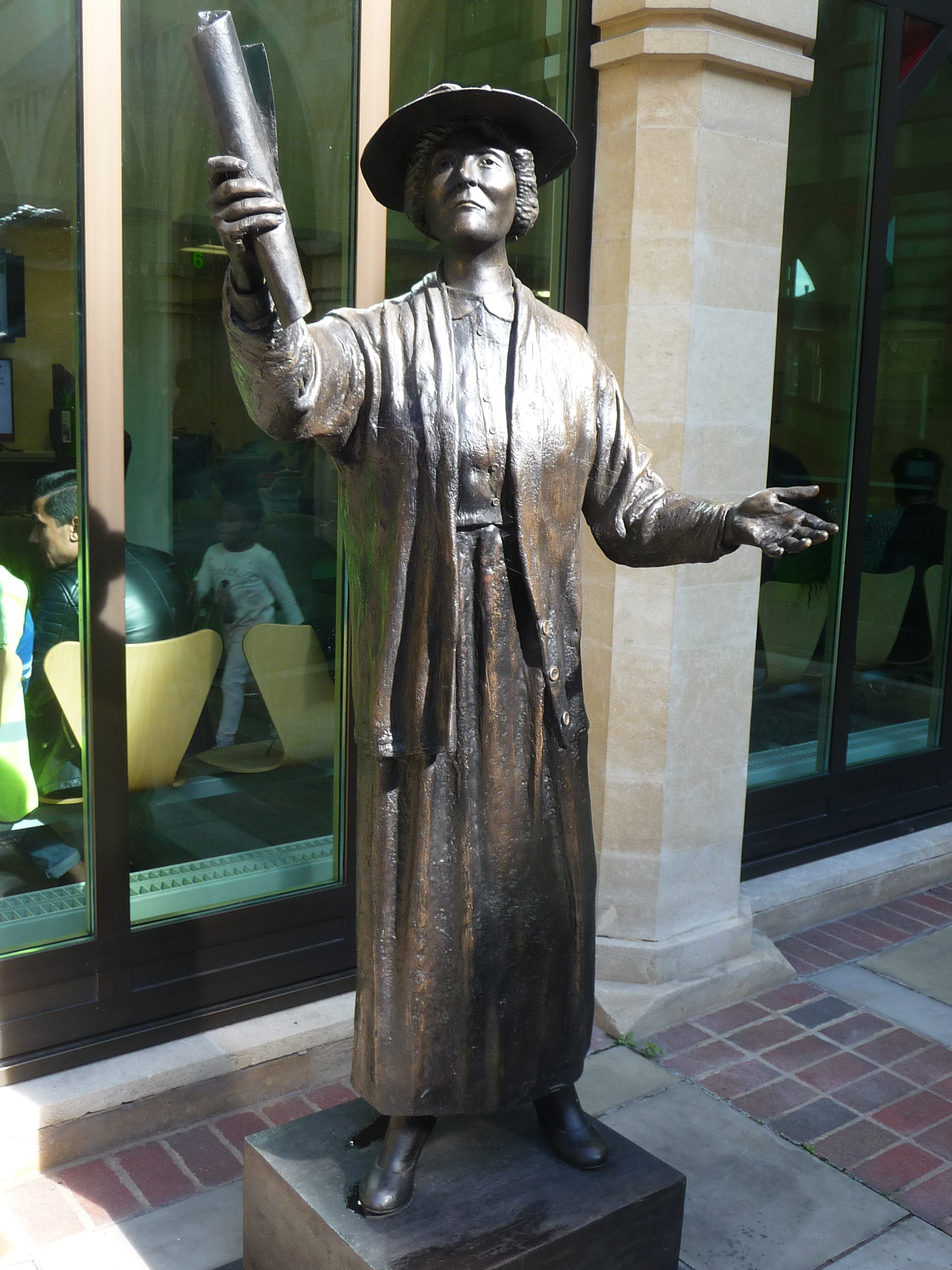
Escultura de Margaret Bondfield en Northampton.

Fue premiada con un doctorado honorario en leyes por la Universidad de Bristol, y en 1930 recibió las llaves de la ciudad del municipio de su ciudad natal de Chard, donde en 2011 una placa en su honor fue fijada en el muro del ayuntamiento. En 1948 fue honrada con la Orden de los Compañeros de Honor. Muchos años después de su muerte, calles y edificios de apartamentos fueron nombrados en su honor en los distritos londinenses de Tower Hamlets, Barking y Dagenham; e Islington, pequeño bloque de apartamentos construido para reemplazar la casa en la que vivía el Dr. H.H. Crippen, destruida por el bombardeo alemán en 1940. Fue conmemorada además en su antigua circunscripción de Northampton cuando una residencia de la Universidad de Northampton fue nombrada Margaret Bondfield Hall. En 2014 comenzó una campaña para una placa en la tienda de Church Street, en Hove, donde en 1886-1887 Bondfield había realizado su tarea como aprendiza.
Para conmemorar el centenario de Bondfield en 1973, Linda Christmas en The Guardian examinó los progresos de las mujeres en el parlamento desde el decenio de 1930. Para 1973, según informó Christmas, únicamente 93 mujeres se habían sentado en el parlamento; sus contribuciones en general «no habían sido sorprendentes». Su mejor representación numérica en ese momento había sido en las elecciones generales de 1966, en las que 29 mujeres —de un total de 630 miembros del parlamento— habían sido elegidas. En las elecciones de 1979 el número cayó a 19, pero también Margaret Thatcher se convirtió en la primera mujer primer ministro de Gran Bretaña. Cox y Hobley llaman la atención sobre los primeros años de Thatcher como hija de un comerciante, y contrastan su relato de aquellos días con las experiencias de Bondfield medio siglo antes. Thatcher creía que el concepto de servicio al cliente era absoluto; por lo tanto, Cox y Hobley afirman que ella habría tenido poca simpatía por las campañas de Bondfield para mejorar las condiciones de los trabajadores de las tiendas. A pesar de los cambios que han tenido lugar en la industria del comercio minorista desde los tiempos de Bondfield, Cox y Hobley creen que, si ella estuviera viva, «seguiría luchando, intentando convencer a los dependientes de que se unan a un sindicato, y defendiendo ferozmente los derechos de los trabajadores de las tiendas a mejores salarios y condiciones».

## Escritos
Bondfield fue una prolífica escritora de artículos de revistas y periódicos. Sus principales publicaciones se enumeran a continuación:

### Libros
- A Life's Work (autobiography): London, Hutchinsons 1948. OCLC 577150779
- What Life Has Taught Me (contributor with 27 others): London, Odhams Press 1948. OCLC 222888739

### Folletos y panfletos
- Socialism for Shop Assistants (in "Pass On Pamphlets" series). Londres, Clarion Press, 1909. OCLC 40624464[158]
- Shop Workers and the Vote (co-author with Kathryn Oliver). Londres, People's Suffrage Federation, 1911. OCLC 26958055[159]
- The National Care of Maternity. Londres, Women's Co-operative Guild, 1914. OCLC 81111433[160]
- Labour and the League of Nations. (co-author with J. Ramsay MacDonald and Arthur Pugh). Bondfield's chapter: "Great Britain's Responsibility". Londres, League of Nations Union, 1926. OCLC 561089187[161]
- The Meaning of Trade. Londres, E. Benn Ltd, 1928. OCLC 56418171[162]
- Why Labour Fights. Londres, 1941. OCLC 44515437[163]
- Our Towns: A Close-up (with the Hygiene Committee of the Women's Group on Public Welfare). Londres, Oxford University Press, 1943. OCLC 750462348[164]